# Campionati italiani di winter triathlon del 2016
I Campionati italiani di winter triathlon del 2016 (XVIII edizione) sono stati organizzati dalla Federazione Italiana Triathlon e si sono tenuti a Cogne in Val d'Aosta, in data 31 gennaio 2016.
Tra gli uomini ha vinto per la decima volta Daniel Antonioli ( Esercito), mentre la gara femminile è andata a Chiara Novelli (Olimpic Triathlon), che ha bissato l'oro dell'edizione del 2013.

## Risultati

### Élite uomini
| Pos. | Atleta               | Società sportiva     | Corsa   | Bici    | Sci di fondo | Totale  |
| ---- | -------------------- | -------------------- | ------- | ------- | ------------ | ------- |
|      | Daniel Antonioli     | Esercito             | 0:18:50 | 0:36:06 | 0:22:20      | 1:17:16 |
|      | Giuseppe Lamastra    | Trisports.it Team    | 0:19:40 | 0:37:50 | 0:22:54      | 1:20:24 |
|      | Walter Polla         | Triathlon Alto Adige | 0:21:58 | 0:44:16 | 0:26:16      | 1:32:30 |
| 4    | Giordano Suardi      | Olimpic Triathlon    | 0:22:21 | 0:41:47 | 0:29:20      | 1:33:28 |
| 5    | Luca Alladio         | Trisports.it Team    | 0:22:48 | 0:43:25 | 0:28:13      | 1:34:26 |
| 6    | Alain Filoni         | Tri Evolution        | 0:21:40 | 0:45:58 | 0:27:13      | 1:34:51 |
| 7    | Matteo Bonifacino    | Granbike Triathlon   | 0:22:56 | 0:42:04 | 0:30:30      | 1:35:30 |
| 8    | Filippo Blanc        | Trisports.it Team    | 0:21:47 | 0:45:49 | 0:28:04      | 1:35:40 |
| 9    | Denis Sosnovshchenko | Trisports.it Team    | 0:24:44 | 0:40:13 | 0:31:43      | 1:36:40 |
| 10   | Guido Ricca          | T.D. Cremona         | 0:21:42 | 0:38:22 | 0:39:07      | 1:39:11 |
| 11   | Marco Gallesio       | Tri Team Savigliano  | 0:23:39 | 0:44:09 | 0:31:44      | 1:39:32 |
| 12   | Fabio Zinato         | Triathlon Alto Adige | 0:23:00 | 0:48:50 | 0:29:27      | 1:41:17 |
| 13   | Tino Bettoni         | Granbike Triathlon   | 0:25:52 | 0:46:39 | 0:30:20      | 1:42:51 |
| 14   | Norberto Oddone      | Torino Triathlon     | 0:21:38 | 0:55:44 | 0:27:41      | 1:45:03 |
| 15   | Fabrizio Garetto     | Torino Triathlon     | 0:22:23 | 0:55:09 | 0:27:39      | 1:45:11 |
| 16   | Danilo Ciscato       | Cusiocup             | 0:22:26 | 0:50:10 | 0:33:36      | 1:46:12 |
| 17   | Davide Bajo          | Valle d'Aosta        | 0:21:18 | 0:52:42 | 0:32:51      | 1:46:51 |
| 18   | Alberto Mosconi      | Fumane Triathlon     | 0:22:27 | 0:54:28 | 0:30:10      | 1:47:05 |
| 19   | Michele Marini       | Padova Triathlon     | 0:24:15 | 0::0::0 | 1:47:45      | 1:47:45 |
| 20   | Andrea Vellano       | Granbike Triathlon   | 0:24:48 | 0:42:00 | 0:43:49      | 1:50:37 |

### Élite donne
| Pos. | Atleta            | Società sportiva       | Corsa   | Bici    | Sci di fondo | Totale  |
| ---- | ----------------- | ---------------------- | ------- | ------- | ------------ | ------- |
|      | Chiara Novelli    | Olimpic Triathlon      | 0:26:10 | 0:50:22 | 0:30:12      | 1:46:44 |
|      | Roberta Gasparini | Trisports.it Team      | 0:26:30 | 0:55:08 | 0:29:47      | 1:51:25 |
|      | Giuliana Lamastra | Trisports.it Team      | 0:29:25 | 0:57:33 | 0:36:33      | 2:03:31 |
| 4    | Ilaria Zavanone   | Raschiani Tri Pavese   | 0:25:18 | 1:04:37 | 0:37:32      | 2:07:27 |
| 5    | Carmela Vergura   | Trisports.it Team      | 0:28:48 | 1:06:21 | 0:39:56      | 2:15:05 |
| 6    | Barbara Davolio   | Woman Triathlon Italia | 0:28:39 | 1:08:05 | 0:40:45      | 2:17:29 |
| 7    | Cristina Fasolo   | Padovanuoto Fidia      | 0:28:35 | 1:08:30 | 0:42:17      | 2:19:22 |
| 8    | Maria Angioni     | Torino Triathlon       | 0:27:09 | 1:14:15 | 0:39:44      | 2:21:08 |
| 9    | Roberta Rampazzo  | Padovanuoto Fidia      | 0:31:23 | 1:09:20 | 0:41:13      | 2:21:56 |
| 10   | Veronica Crippa   | Los Tigres             | 0:26:57 | 1:15:25 | 0:43:32      | 2:25:54 |
| 11   | Giulia Ramponi    | Padovanuoto Fidia      | 0:29:50 | 1:13:34 | 0:43:56      | 2:27:20 |
| 12   | Laura Stoduto     | Granbike Triathlon     | 0:28:22 | 1:18:27 | 0:42:21      | 2:29:10 |
| 13   | Marianna Miretti  | Granbike Triathlon     | 0:27:12 | 1:13:07 | 0:49:49      | 2:30:08 |
| 14   | Elisa Nardi       | Granbike Triathlon     | 0:27:49 | 1:13:13 | 0:49:18      | 2:30:20 |
| 15   | Sandra Peluso     | Torino Triathlon       | 0:31:26 | 1:13:40 | 0:50:50      | 2:35:56 |
| 16   | Virna Stavla      | Padova Triathlon       | 0:31:47 | 1:24:54 | 0:45:19      | 2:42:00 |
| 17   | Marta Garnero     | Torino Triathlon       | 0:28:08 | 1:19:58 | 0:57:52      | 2:45:58 |
| 18   | Annamaria Lato    | Los Tigres             | 0:30:49 | 1:37:33 | 0:39:47      | 2:48:09 |
| 19   | Anna Moretti      | Triathlon Bergamo      | 0:32:19 | 1:24:38 | 0:54:04      | 2:51:01 |
| 20   | Cristina Beretta  | Triathlon Bergamo      | 0:32:20 | 0::0::0 | 0::0::0      | 3:01:04 |